# Chiasmoneura bougainvillei
Chiasmoneura bougainvillei är en tvåvingeart som beskrevs av Loïc Matile 1990. Chiasmoneura bougainvillei ingår i släktet Chiasmoneura och familjen platthornsmyggor. Inga underarter finns listade i Catalogue of Life.